# Metasada fuliginaria
Metasada fuliginaria là một loài bướm đêm trong họ Noctuidae.